# かとうまふみ
かとう まふみ（かとう まふみ）（1971年- ）は、日本の絵本作家。1971年（昭和46年）福井県生まれ。小学4年から北海道北広島市で育つ。
北海道教育大学卒業後、ディスプレイデザインの等の仕事を経験し、絵本作家の養成講座「あとさき塾」をきっかけに28歳の時に上京後、神田須田町の蕎麦屋の神田まつやでアルバイトをしながら絵本を学び、2001年『ぎょうざのひ』でデビュー。その後、東日本大震災をきっかけに札幌に戻る。ゆびにんぎょう制作や絵本のワークショップ、挿絵も手掛ける。

## 受賞歴
- 1996年 - PARCO URBANART #5 柳田良造賞
- 2001年 - 第2回ピンポイント絵本コンペ『フーセンぼうや』優秀賞[8]
- 2020年 - 雑誌「この本読んで！」親子で読んでほしい絵本大賞『ぬかどこすけ！』8位[9]

## 展覧会
2025年7月 - 『ねこきちのてぬぐい』原画展  札幌市 ちいさなえほんや ひだまり

## 評価
PUFFYの大貫亜美は『えんぴつのおすもう』に対して「表紙を見た途端、図書館に通っては絵本を読みふけっていた小学生の自分に引き戻された」と語っており、絵本編集者の筒井大介は『ゴロリともりのレストラン』について「一見のどかな話かと思いきや、だんだん様子がおかしくなる。お腹いっぱいのはずなのに食べ続けるゴロリの開き切った瞳孔が恐ろしい」と評している。
また東京・丸善丸の内本店の児童書ジャンルアドバイザー統括チーフである兼森理恵は『かたつむりくん　ゆっくりだって、いいのよ〜ん』について「ものすごく忙しい日常を過ごす子どもたちに。仕事や育児に追われる大人たちに。自分のことをゆったり見つめて、また、よいしょと前に進める力を養いましょう」と述べており、モデルでエッセイストの矢部華恵は『おとうさんのこわいはなし』について、「わたしは今まで、父親が出てくる話はあまり読んでこなかった。小学校に上がる前に両親が離婚したので「父親」の存在というのが、なんとなくピンとこないままだった。なのに、図書館でこの絵本を見つけとき、自然と手が伸びた」と述べている。

## 作品
| ぎょうざのひ                       | 2001/5/1   | 偕成社           | ISBN 9784033309002 |                                  |
| えんぴつのおすもう                 | 2004/10/1  | 偕成社           | ISBN 9784033314006 |                                  |
| どんぐりしいちゃん                 | 2005/9/1   | 教育画劇         | ISBN 9784774606804 |                                  |
| ぼくがふたり                       | 2006       | 鈴木出版         |                    | 赤羽 じゅんこ：著                |
| ソラマメの絵本                     | 2007/1/5   | 農山漁村文化協会 | ISBN 9784540061165 | こぐれ きよし：著                |
| たまごのおうさま                   | 2007/2/1   | ビリケン出版     | ISBN 9784939029431 |                                  |
| のりののりこさん                   | 2007/3/20  | ビーエル出版     | ISBN 9784776402251 |                                  |
| とこちゃんのながぐつ               | 2007/4/1   | 学習研究社       | ISBN 9784052028335 |                                  |
| ひょろのっぽくん                   | 2008/2/1   | 農山漁村文化協会 | ISBN 9784540072512 |                                  |
| ぜったいわけてあげないからね       | 2008/4/1   | 偕成社           | ISBN 9784033315201 |                                  |
| ゴロリともりのレストラン           | 2008/5/1   | 岩崎書店         | ISBN 9784265069941 |                                  |
| はらっぱむらのなつまつり           | 2009/7/1   | フレーベル館     | ISBN 9784577037300 |                                  |
| ある朝、お城で目ざめたら           | 2010/2/11  | 岩崎書店         | ISBN 9784265025244 | 澤田 暢：著                      |
| トッキーさんのボタン               | 2010/3/1   | イースト・プレス | ISBN 9784781602356 |                                  |
| まんまるいけのおつきみ             | 2011/8/2   | 講談社           | ISBN 9784061324763 |                                  |
| いれていれて                       | 2011/9/1   | 教育画劇         | ISBN 9784774612034 |                                  |
| しゃもじいさん                     | 2012/11/20 | あかね書房       | ISBN 9784251098634 |                                  |
| けしゴムのゴムタとゴムゾー         | 2013/6/1   | ビーエル出版     | ISBN 9784776406129 |                                  |
| ありゃまおばさんの おたんじょうび  | 2013/10    | 学研教育みらい   | ISBN 9784059165903 |                                  |
| へんしんねこパレオ                 | 2014/4/1   | WAVE出版         | ISBN 9784872909104 | 村上 しいこ：著                  |
| どろろんびょういん おおいそがし    | 2014/9/4   | 金の星社         | ISBN 9784323031415 | 苅田 澄子：著                    |
| どろろんびょういんたいへんたいへん | 2015/8/6   | 金の星社         | ISBN 9784323031439 | 苅田 澄子：著                    |
| にゃんともクラブ                   | 2015/9/24  | 小峰書店         | ISBN 9784338192330 | 竹下 文子：著                    |
| まあちゃんとりすのふゆじたく       | 2015/10/31 | アリス館         | ISBN 9784752007296 |                                  |
| どろろんびょういんどっきりどきどき | 2016/8/6   | 金の星社         | ISBN 9784323031446 | 苅田 澄子：著                    |
| おならおばけ                       | 2016/11/10 | 講談社           | ISBN 9784061333062 |                                  |
| きたかぜピープー                   | 2017       | 鈴木出版         |                    | こどものくにたんぽぽ版 ; 31巻9号 |
| かたつむりくん                     | 2017/5/20  | 風濤社           | ISBN 9784892194337 |                                  |
| 3びきのおばけ                      | 2017/7/12  | 学研プラス       | ISBN 9784052046773 | 早野美智代：著                   |
| おにぎりのひみつ                   | 2017/8/1   | フレーベル館     | ISBN 9784577045336 |                                  |
| おもちのかみさま                   | 2017/11/28 | 佼成出版社       | ISBN 9784333027675 |                                  |
| なつやさいでなにつくろう?!         | 2017/18    | 学研教育みらい   |                    |                                  |
| ぬかどこすけ!                      | 2018/11/20 | あかね書房       | ISBN 9784251099198 |                                  |
| おとうさんのこわいはなし           | 2019/11/14 | 岩崎書店         | ISBN 9784265081677 |                                  |
| 放屁妖怪 FANGPIYAOGUAI             | 2020/20    | 新蕾出版社       | ISBN 9787530769362 | 田秀絹：訳                       |
| セイロウさん                       | 2021/11/9  | WAVE出版         | ISBN 9784866213651 |                                  |
| みそこちゃん                       | 2022/7/1   | あかね書房       | ISBN 9784251012012 |                                  |
| 狂言えほん かずもう                | 2022/8/19  | 講談社           | ISBN 9784065267097 | もとした いづみ：著              |
| よつばのおはなし                   | 2023/4/20  | 佼成出版社       | ISBN 9784333028900 |                                  |
| ふしぎの もりの つきまつり         | 2023/9     | チャイルド本社   | ISBN 9784805454961 | もぎ あきこ：著                  |
| おにぎりのやくそく                 | 2024/1/17  | JA全農あおもり   |                    |                                  |
| 北風呼呼 BEIFENG HUHU              | 2024/8     | 海豚出版社       | ISBN 9787511069696 | 田秀絹：訳                       |
| ねこきちのてぬぐい                 | 2025/6/26  | 講談社           | ISBN 9784065376119 |                                  |